# Model United Nations
I Model UN (MUN Conference, in italiano Simulazioni ONU) sono delle conferenze per studenti in cui vengono simulate assemblee dell'ONU.
Tipicamente, nei MUN ogni partecipante assume il ruolo di delegato di un Paese membro dell'ONU o di un'organizzazione non governativa assegnata, rappresentando le posizioni del proprio Paese in un comitato od organo dell'ONU o di altre organizzazioni internazionali.
L'obiettivo è quello di adottare risoluzioni condivise sui topics discussi nel proprio comitato.
Tra gli scopi della partecipazione ai MUN vi sono:
- Favorire l'incontro e il dialogo tra giovani di culture, lingue e Paesi diversi.
- Stimolare il dibattito e la comprensione da parte delle giovani generazioni dei problemi del mondo contemporaneo e della politica internazionale.
- Migliorare le proprie capacità dialettiche, anche in una lingua diversa dalla propria.
- Studiare la cultura, la storia e le posizioni di un Paese diverso dal proprio attraverso un approccio di studio non tradizionale.

## Partecipanti
I Model UN sono generalmente organizzati da scuole superiori, università o organizzazioni. La partecipazione è di solito riservata a ragazzi di determinate fasce d'età. Alcune conferenze possono prevedere anche prove per la selezione dei partecipanti. La maggior parte dei MUN prevede un numero di partecipanti compreso tra 70 e 300 studenti, mentre quelle più grandi possono avere migliaia di studenti.

## Storia dei MUN
Questo tipo di conferenze nasce prima della fondazione dell'ONU. Già negli anni '20 alcuni studenti statunitensi avevano partecipato a una simulazione della Società delle Nazioni. Ad oggi il National High School Model United Nations (NHSMUN) di New York è la più grande simulazione diplomatica ONU al mondo.

## Lingua
Molto spesso l'unica lingua autorizzata è l'inglese, per permettere la partecipazione di ragazzi di nazionalità diverse e per favorire l'uso e la conoscenza di questa lingua. Nelle conferenze più piccole invece generalmente si fa uso della lingua locale.